# Francesco La Rosa
Francesco La Rosa (Messina, 9 dicembre 1926 – Milano, 8 aprile 2020) è stato un calciatore italiano, di ruolo attaccante.

## Caratteristiche tecniche
Giocava come centravanti, dotato di grande rapidità e di un buon tiro, pur non essendo particolarmente prolifico sotto rete.
Il giornalista e commentatore sportivo Bruno Roghi disse di lui: “[...] La Rosa copre gli interi 90 minuti della partita senza pause e rallentamenti.
La gioca tutta con tutto l’ardore del suo temperamento pugnace. Il suo dribbling è pratico e costruttivo. Non è fine a se stesso. [...]
Appena può, va a bersaglio. Questa disinvoltura spregiudicata fa di La Rosa uno stoccatore nato.”

## Carriera

### Giocatore

#### Club
Dopo aver mosso i primi passi calcistici nel Melzo, inizia la sua carriera con i dilettanti del Laveno Mombello, dove vince il campionato di I Divisione 1947-1948 e poi gioca in quello di Promozione Interregionale 1948-1949.
In seguito viene acquistato dalla Pro Patria di Busto Arsizio, allora allenata dall'ex calciatore e campione del mondo Giuseppe Meazza. L’11 settembre 1949 esordisce in Serie A contro la Roma (2-0 per i capitolini). Il 29 gennaio 1950 segna il suo primo goal in Serie A contro il Bologna (3-3). Il 19 febbraio realizza la sua prima doppietta nello storico successo interno contro i campioni in carica del Torino (6-1). Chiude il suo primo campionato in massima divisione con sei reti.
Nella stagione 1950-1951 trova poco spazio, tanto da segnare appena due goal (contro la Juventus e contro la Lucchese). Nella stagione successiva, invece, sigla 11 reti, suo record personale in Serie A, rivelandosi una delle maggiori sorprese del campionato.
Nell'estate del 1952 passa alla Triestina. Segna il suo primo goal con gli alabardati all’esordio in campionato, nell'incontro perso in casa contro la Roma (2-3). La stagione con i giuliani, tuttavia, si rivela al di sotto delle aspettative: La Rosa colleziona 21 presenze e una sola rete.
Così, dopo appena un anno viene acquistato dal Palermo, tornando dunque nella natia Sicilia. Il 27 settembre realizza le sue prime reti stagionali, segnando una doppietta nel pareggio interno (3-3) contro il Legnano. Malgrado i cinque goal in 15 presenze, non riesce ad evitare la retrocessione dei rosanero, arrivata dopo la sconfitta agli spareggi contro la Spal.
Tornato alla Pro Patria, disputa altri due campionati di Serie A, registrando 10 presenze e un goal nel 1954-1955, poi 26 presenze e cinque reti nella stagione successiva, in cui però i tigrotti retrocedono. In quest'ultimo campionato, La Rosa è andato a segno anche all'ultima giornata, nel 2-0 interno contro l'Atalanta del 3 giugno 1956: attualmente, questa rimane ancora l’ultima partita giocata dalla Pro Patria in Serie A.
Con i bustesi disputa anche il campionato cadetto del 1956-1957, terminato con la seconda retrocessione consecutiva dei lombardi: La Rosa segna quattro reti lungo quella stagione.
Dopo aver giocato tra i dilettanti nel Saronno (per due stagioni) e nel Sondrio (per una stagione), La Rosa conclude la propria carriera nel 1961, vestendo i doppi panni di giocatore-allenatore dello Stradella, in Promozione.
In carriera ha realizzato in tutto 31 goal in 141 presenze in Serie A, oltre a 4 goal in 27 presenze nella sua unica stagione in Serie B.

#### Nazionale
Giuseppe Meazza, suo ex allenatore e allora commissario tecnico della Nazionale italiana in coppia con Piercarlo Beretta, lo convocò per le Olimpiadi di Helsinki del 1952, schierandolo come centravanti contro gli Stati Uniti (8-0, il 16 luglio 1952) e contro l'Ungheria (0-3, il 21 luglio). In questo modo, La Rosa diventò il secondo siciliano a vestire la maglia azzurra, dopo Francesco Calì nel 1910.
Aveva inoltre al suo attivo una presenza e una rete con la maglia dell'Italia B (avendo partecipato ad una vittoria per 2-0 contro i pari quota della Svizzera) ed una presenza con la nazionale giovanile (in un 1-0 contro la Turchia).

### Dopo il ritiro
Quando è nato il suo primo figlio ha deciso di ritirarsi. Stabilitosi in Lombardia, ha gestito concessionari di auto a Milano, di marchi Fiat e Lancia, fino agli anni novanta, quando è andato in pensione.
È morto nel Pio Albergo Trivulzio di Milano nell'aprile 2020, all'età di 93 anni, a causa di complicazioni da COVID-19, ed è stato sepolto al cimitero di Lambrate a Milano.

## Statistiche

### Cronologia presenze e reti in nazionale
| Cronologia completa delle presenze e delle reti in nazionale ― Italia | Cronologia completa delle presenze e delle reti in nazionale ― Italia | Cronologia completa delle presenze e delle reti in nazionale ― Italia | Cronologia completa delle presenze e delle reti in nazionale ― Italia | Cronologia completa delle presenze e delle reti in nazionale ― Italia | Cronologia completa delle presenze e delle reti in nazionale ― Italia | Cronologia completa delle presenze e delle reti in nazionale ― Italia | Cronologia completa delle presenze e delle reti in nazionale ― Italia |
| Data                                                                  | Città                                                                 | In casa                                                               | Risultato                                                             | Ospiti                                                                | Competizione                                                          | Reti                                                                  | Note                                                                  |
| --------------------------------------------------------------------- | --------------------------------------------------------------------- | --------------------------------------------------------------------- | --------------------------------------------------------------------- | --------------------------------------------------------------------- | --------------------------------------------------------------------- | --------------------------------------------------------------------- | --------------------------------------------------------------------- |
| 16-7-1952                                                             | Tampere                                                               | Stati Uniti                                                           | 0 – 8                                                                 | Italia                                                                | Olimpiadi 1952 - Qualificazione                                       | -                                                                     |                                                                       |
| 21-7-1952                                                             | Helsinki                                                              | Ungheria                                                              | 3 – 0                                                                 | Italia                                                                | Olimpiadi 1952 - Ottavi di finale                                     | -                                                                     |                                                                       |
| Totale                                                                |                                                                       | Presenze                                                              | 2                                                                     |                                                                       | Reti                                                                  | 0                                                                     |                                                                       |